# Dendromus nyikae
Dendromus nyikae је врста глодара (Rodentia) из породице Nesomyidae.

## Распрострањење
Ареал врсте покрива средњи број држава. 
Врста има станиште у Замбији, Зимбабвеу, Анголи, Танзанији, ДР Конгу, Малавију, Мозамбику и Јужноафричкој Републици.

## Станиште
Станишта врсте су шуме и травна вегетација. Врста је по висини распрострањена до 2.200 метара надморске висине.

## Угроженост
Ова врста је наведена као последња брига, јер има широко распрострањење и честа је врста.